# Wallburg auf dem Bollberg

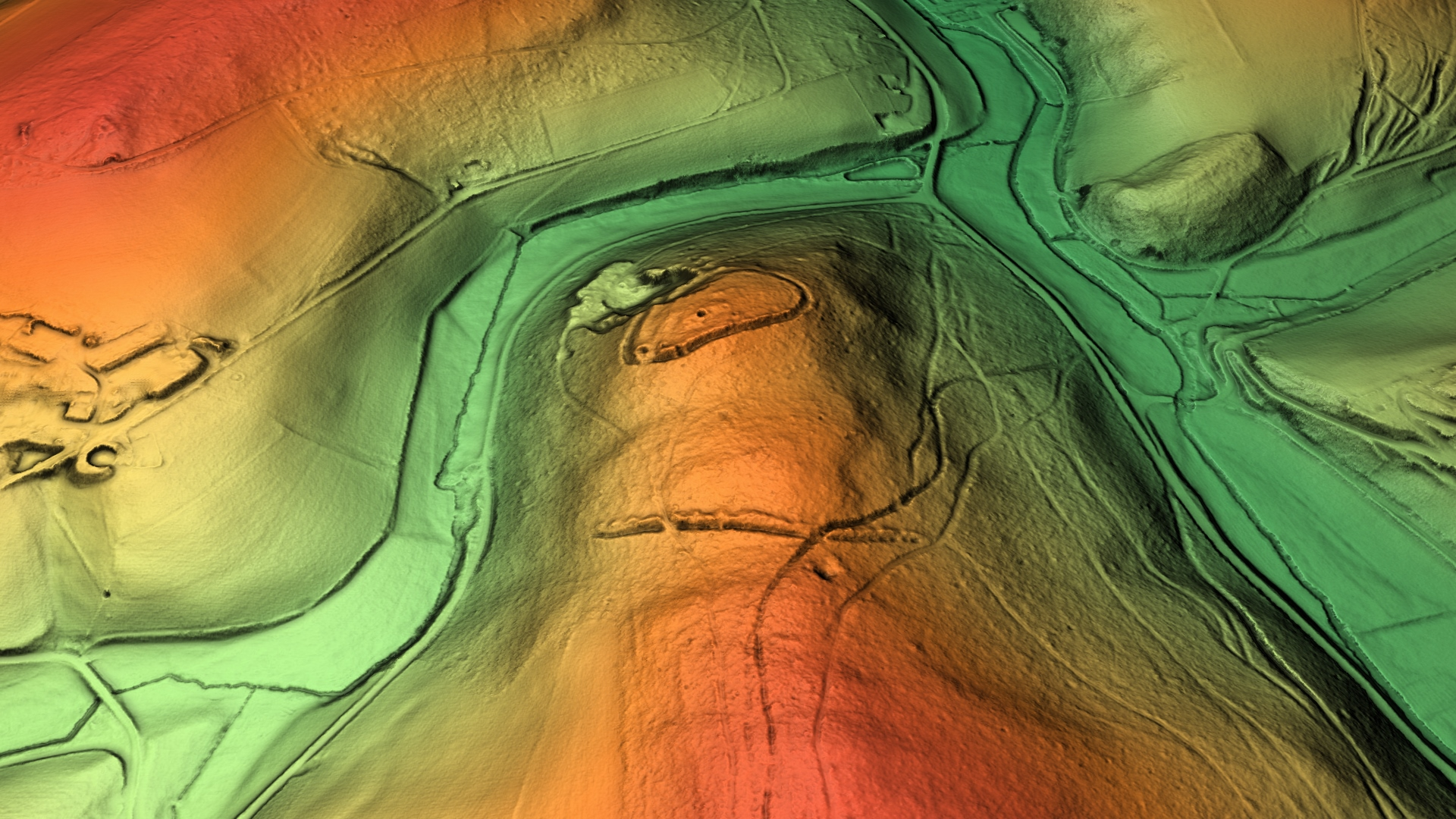
3D-Ansicht des digitalen Geländemodells

Die Wallburg auf dem Bollberg ist eine Wallanlage in Nordrhein-Westfalen.

## Beschreibung
Die Spornburg auf dem Bollberg befindet sich im Westen der Stadt Halver in Spornlage auf dem Bollberg zwischen der Ennepe und dem Hartmeckebach. Die Burg liegt auf etwa 50 m über dem Fluss Ennepe. Die Anlage bildet einen ovalen Ring. Im Süden liegt ein starker Erdwall mit einem vorgelagerten in das Gestein gehauenen Spitzgraben. Im Norden liegt eine Terrasse mit einem vorgelagerten Sohlgraben. Durch einen Steinbruch wurde im Norden ein Teil des Walles zerstört. Der einzige Zugang liegt im Südwesten.

## Entstehung
Forscher wie P.D. Frommann oder Wilhelm Claas nahmen an, dass die Wallburg sächsischen Ursprungs ist. Justus Schellewald bezeichnete die Anlage als Sachsenring. Auch Alfred Kröner bezeichnet ihn als Sachsenring, karolingisch-ottonischen Ursprungs.
Heute ist durch genauere Untersuchungen und Ausgrabungen durch Rolf Gensen und Manfred Sönnecken unter der Leitung von August Stieren, Münster, 1953 nachgewiesen, dass es sich um eine fränkische Gründung aus dem 9. Jahrhundert handelt. Es wurde unter anderem Badorfer Keramik gefunden. Laut Stieren gehört die Burg typenmäßig zu den Ausbauburgen, die Karl der Große oder seine Nachfolger zur Sicherung anlegen ließ. Gesichert wurde neben der sächsisch-fränkischen Grenze vermutlich auch die Altstraße von Wipperfürth nach Breckerfeld, die unterhalb des Bollbergs die Ennepe querte.
Lokalen Berichten zufolge diente die Anlage in späteren Zeiten als Fliehburg der nahgelegenen Curtis Stieneichhofen, deren Villikation im Spätmittelalter Besitztum des hochadeligen Stifts St. Gereon war. Bei den Grabungen wurde eine Holzkohlenschicht im Torbereich entdeckt, die auf einen Brand hindeutet, der vermutlich auf kriegerische Handlungen zurückgeführt werden kann.